# 秦城监狱
公安部秦城监狱、公安部看守所，是中华人民共和国的一所监狱和看守所，副司局级，位于北京市昌平区兴寿镇秦城村，于1960年3月15日落成。现为唯一一座隶属于中华人民共和国公安部的监狱和看守所，由公安部监所管理局（正司局级）管理。专门关押涉及重大国家安全犯罪的罪犯，以及掌握国家秘密的罪犯。目前中华人民共和国被判刑的省部级及以上高级官员大多在此集中关押。

## 名称及沿革
秦城监狱由毛泽东于1955年下令建造，始建于1958年，由苏联专家设计，是苏联援助中国大陸的156个项目之一。
秦城监狱的隶属关系几经变化。1960年3月15日该监狱落成后，起初由公安部政治保卫局直属一处（负责预审及监狱工作）管辖。1962年后，改由公安部预审局管辖。该监狱对外正式名称为“中华人民共和国公安部看守所”。公安部预审局是中华人民共和国公安部的内部局，其序号曾多次变化。1958年12月2日，经国务院批准，公安部十九局（预审局）改为十四局。1961年2月20日，公安部预审局的序号由“十四局”改为“十三局”。1989年3月5日，公安部发出《关于印发公安部“三定”方案的通知》，将各局、司重新编排序号，其中预审局仍编为“十三局”。根据第八届全国人民代表大会第一次会议批准的国务院机构改革方案，1994年3月24日国务院办公厅发布“国办发〔1994〕45号”文件，印发了《公安部职能配置、内设机构和人员编制方案》，其中“三、内设机构”中，“（十四）预审局指导全国公安机关的预审工作和看守所、拘留所、收审所的监管工作，承办党中央和国务院交办的重大案件，管理秦城监狱。”1998年8月11日，《公安部职能配置、内设机构和人员编制规定》（“三定”规定）发布，原“预审局”的编号“十三局”改为“监所管理局”，“预审局”这一局名消失。 
文化大革命爆发后，1967年9月6日，国务院总理周恩来“鉴于公安部预审局两派斗争激烈，机构瘫痪，同意公安部党组提出的由北京卫戍区接管公安部预审局的请示。”1967年11月，该监狱被北京卫戍区军管。1967年11月19日，中共公安部党组向中央文化革命小组作《关于军事接管十三局的情况报告》，内称，担任军事接管的同志10月27日正式进入，10月28日开始交接，11月7日基本完成（包括秦城监狱）；十三局建立军管会，原十三局的大部分同志撤出，参加公安部学习班。1969年3月上旬，公安部在黑龙江省集贤县笔架山原劳改农场、湖北省沙洋原劳改农场成立五七战校（国务院各部委中，唯有公安部的称“五七战校”，相当于其他部委的五七干校。），公安部千余名干部连同部分干部家属及子女共近两千人被下放五七战校。秦城监狱原监管干部也全部下放五七战校劳动，至1972年11月才有第一批两位原监管干部调回秦城监狱。
1969年4月13日，经公安部部长谢富治、北京卫戍区司令员温玉成批准，撤销公安部十三局，将“十三局军管会”改为“秦城监狱军事管制委员会”，改归中国人民解放军北京市公安局军事管制委员会建制，对外称为“北京市公安局军管会第七大队”。6月移交工作完成。
1972年7月20日，原中华人民共和国铁道部副部长刘建章的妻子刘淑清在探视丈夫后写了一封信，反映丈夫1968年2月至1972年6月关押在秦城监狱时遭受虐待。她通过在外交部工作的大女儿刘润芬，把信交给能和毛泽东直接接触的外交部的王海容、唐闻生，由她们转交毛泽东。1972年12月18日，毛泽东将刘建章妻子刘淑清反映监狱虐待在押人员的来信批给周恩来，并在信上批示：
请总理办。这种法西斯式的审查方式，是谁人规定的？应一律废除。
12月18日当天，周恩来即批示公安部革命委员会主任（即部长）李震、交通部革命委员会主任（即部长）杨杰、国务院办公室党的核心小组副组长吴庆彤如下：

“李震、杨杰、吴庆彤三同志：
请你们联合起来办三件事：
一、将刘建章保外就医。按他身体病况，或送复外，或送工农兵医院，并通知其妻刘淑清及其子女家属去看望刘。
二、将刘建章全案结论抽出送国务院先念、登奎同志批。
三、请公安部会同卫戍区将我在国务院当面提出过要清查北京监狱待遇问题，再在年内做一次彻底清查，凡属主席指出的‘这种法西斯式的审查方式’和虐待、殴打，都需列举出来，再一次宣布作废；并当着在押犯人公布，如有犯者，当依法惩治，更容许犯人控诉。
各事办好，请分别报来，附去主席批示件，请随第三事办好退回。
周恩来
1972年12月18日

1973年1月8日，周恩来审阅了公安部《关于贯彻执行毛主席对监管工作重要指示的报告》，同意将秦城监狱收归公安部直辖。周恩来在该报告上亲笔批示，要求“在一个月内整顿好，并定出新的规章，严格遵守，容许各省来开监管工作会议的人参观批评和学习”，并建议卫生部再拨出两个医院的部分床位以接收在押人员住院治疗。1月13日，公安部开始接管秦城监狱，历时3个多月办完交接手续。经过这次整顿，秦城监狱在押人员的饮食、居住和医疗条件均有改善。
此后，秦城监狱一直由公安部管理。在行政建制上，秦城监狱自建成之日起，便隶属公安部十三局。在1980年代的体制改革中，随着法制秩序的逐步建立和完善，政法系统也实行了体制改革。1983年6月，依照由公安机关负责侦查、拘留、预审，由司法行政机关负责改造的分工原则，公安部和司法部曾联合发出通知，将各地原来分别隶属司法、公安、农垦系统的监狱和劳改农场统一移交司法行政部门管理。但秦城监狱属例外。1998年公安部预审局（十三局）改为监所管理局（十三局）后，秦城监狱属监所管理局（十三局）管辖。现设监狱长和政治委员，皆为厅局级副职。

## 规划设计
1955年，由于功德林监狱老旧，犯人众多，不敷使用，公安部决定新建一所公安部的直属监狱。公安部部长罗瑞卿指示，建造新监狱的原则是，监狱不要建在北京城内，离北京要远些，可以建在北京郊区或更远些的地方，甚至可以靠近山区、大同或蒙古等边远地带。这主要是考虑到当时国内外的复杂形势。1955年秋季，公安部政治保卫局直属一处处长姚伦（主管预审和监狱工作），公安部办公厅副主任于光文及秘书朱慧开始为新监狱选址。他们先后考察的北京南郊周口店、西山五爷坟、北郊回龙观地区等，最后选择了位于北京市北郊昌平县（现昌平区）秦城村附近。此地位于燕山脚下，紧邻十三陵，南为小汤山，东为桃峪口水库，西为大汤山。经罗瑞卿部长批准，新监狱在此动工。新监狱因在秦城村附近而被习惯称作“秦城监狱”。
为了兴建监狱，公安部征购了该地农田，并将从小汤山到秦城沿途十多华里的农田也一并征购，兴建了一条公路及有关桥梁。作为苏联援助项目之一，秦城监狱即由蘇聯專家設計图纸，并由苏联援助建设。公安部从保密、安全、坚固的角度对苏联专家的设计图纸进行了修改，并在设施及设备上进行改进，增设卫生设施以保障犯人洗澡及保持卫生，设计医疗室及锻炼身体场所。秦城监狱建成后，功德林监狱犯人转移至此。

## 建筑布局
1960年秦城监狱落成时，由四幢三层青砖小楼组成，其编号分别为甲、乙、丙、丁。四幢小楼为四个监区，400间监房，小楼为磚結構、坡頂，小楼内部结构各不相同。每间监室都有单独的卫生间，带脚踏式冲水的抽水马桶。条件最一般的是201监区，而最高级的则是204监区。
文化大革命期間，由于被关押的“走资派”众多，1967年，秦城监狱新调一个工兵团加盖了6栋红砖小楼，加之原有的四幢共有10幢监舍，按十天干排序，每幢单独成一个院落。
甲、乙、丙、丁四幢白楼每间监室面积20平方米，高3.5米左右，有独立卫生间。双层牢门，外层为铁门，里层为木门。门上方有窥孔，下方有四方形活动小门，用来送水送饭，卫生间也有窥孔。重犯囚室内的墙壁是特制的，防止囚犯撞墙自杀。有一扇1平方米左右的窗户，有纱窗、铁栅、玻璃窗3层。高级囚室有2扇窗户，且为磨砂玻璃。
文革期间新建的六栋红楼，为钢筋水泥结构，监室的面积缩小为5至10平方米，盥洗室和便池同处一室，便池改为蹲式，需要犯人自己舀水冲洗。总言之，红楼相对于白楼，条件更为有限。
室内一般只有一张矮床，距地面一尺左右，高级囚室配有写字台等物品。室内所有永久性设施都被去掉棱角，打磨成圆形。室内天花板的中央装着一个15瓦的灯泡，外面罩着磨砂灯罩和铁丝网罩。灯的开关在门外，由看守控制。
秦城监狱大门为暗红色牌坊式，没有招牌。2扇3米高的铁栅栏门，两边有侧门。门外加装了一道电动不锈钢伸缩门，门口有几个铁路障。有武警站岗，外人不得在门口逗留，从门口向里望去，会被不远处的一排房屋挡住视线。围墙高约5米，墙顶装有探头。
监狱内还有医务室（配备保健医生和护士）、锻炼身体场所（网球场等）、管理人员的办公区等。监狱旁边有劳改农场。

## 囚犯待遇
在不同的历史时期，秦城监狱犯人的待遇不尽相同。
在1960年监狱建成后，直至1967年监狱被北京卫戍区军管前，监狱四个监区犯人待遇均较高，特别是最高级的204监区。204监区每间监房约达20多平方米，铺有地毯，设沙发床。犯人伙食标准比照部长级待遇，由狱方到北京东华门“三十四号供应部”采购。早餐提供牛奶，午餐和晚餐都是两菜一汤，饭后每个犯人可得一个苹果。这些苹果是都是刚从冷库运来，放在稻糠中以保鲜。该监区犯人还能配发固体饮料，每盒12块，每块可沏一杯柠檬茶；方糖则分咖啡色的和白色的两种。以上供应日日如此，即使在三年困难时期也是一样。负责给204监区犯人做饭的是特地从北京饭店调来的乙级厨师刘家雄，他做的菜裡包括鱼翅、海参。每天由204监区管理员何殿奎给该监区15位犯人送饭，每个犯人一个四层的饭盒，四层分别装有米饭、两个菜和一个汤，冬季里饭盒还要用棉罩保温。各个饭盒的颜色都不相同，以示区分。
“文革”期间，1967年监狱实行军管后，原来的所谓“旧公检法”的那套管理制度被称为“修正主义”、“和犯人同流合污”，全部取消。犯人遭受虐待和殴打，生活待遇大不如文革前。“文革”前曾住204监区享受高级待遇的潘汉年，“文革”后重新被捕，仍关押在秦城监狱，每天只能吃窝头、白菜，没有肉吃。直至1972年毛泽东在刘淑清的信上作批示后，工作组进驻秦城监狱进行整顿，逐个找在押人员谈话，问题才逐渐得到解决。
现今，高级囚犯在秦城监狱的生活待遇远比在普通监狱优越。据2000年代末走进或接触过秦城监狱的有关人士描述，秦城监狱关押高官的牢房除了面积较大，有的还配有写字台、卫生间、坐式马桶和洗衣机。一些在押官员除了“可看书读报”，每天还有一段时间可看内容受限的电视，一般集中在晚上7点到9点。某些身体欠佳的特殊囚犯，饮食可一日四餐，用餐标准和费用由国家规定和支付，家属亦可私下打理。如衣服、日用品等基本生活用品可由家人提供。监狱虽有统一囚服，但这里的囚犯一般可不用穿。
监狱犯人按“级别”不同有单独和集体囚禁两种，“级别”划分一般是根据犯人在入狱前的官职，或渉案的程度而定。实行单独放风制度。

## 关押囚犯
秦城监狱犯人的编号分为前后两个阶段。自1960年监狱建成起，犯人编号大多为两位数字。如潘汉年编号64，袁殊65，杨帆66。饶漱石的编号在全监狱独一无二，为0105。文革开始后，1967年监狱实行军管，犯人编号改成4位，其中头两位为年份，后两位为关入监狱的顺序。如戚本禹为6821，王力为6822，关锋为6823，他们即分别为1968年入监的第21、22、23个犯人。这种4位编号法一直沿用至今。
秦城监狱建立之初，关押过原中國國民黨战犯（如沈醉、王陵基、曾擴情、徐遠舉、廖宗澤、王靖宇、孔慶桂等）及满洲国战犯。与此同时，被中共當局認定犯有严重错误的中国共产党党内及党外高级干部也被关押于此。早期关押的犯人有高岗、饶漱石反党集团案及饶漱石、潘汉年、扬帆反革命集团案的主犯饶漱石、潘汉年、扬帆，胡风反革命集团案主犯胡风等。另外，由於日本共產黨的北京機關發生內部對立，被視為「叛徒」的原政治局委員伊藤律從1960年到1979年亦被關押在此。
文革开始后，特别是1967年底监狱实行军管后，监狱犯人猛增。例如王力、關鋒、戚本禹于1968年先後入獄。班禅额尔德尼·确吉坚赞、張東蓀（1968年）、金敬邁等也在这一阶段入狱。文革中，林彪的亲信（文革后被定为林彪反革命集团）吴法宪、邱会作、江腾蛟等在九一三事件后先后被关入秦城监狱。文革后，江青反革命集团主犯即四人帮也进了秦城。
1979年后，监狱犯人除了政治犯如魏京生、鲍彤等外，随着高级干部贪污案的不断揭发，陈希同、成克杰、陈良宇、薄熙來、周永康、令计划、郭伯雄、孙政才等被判刑的涉及贪腐的高级别官员也被关进了秦城。
2018年3月，第十三届全国人大代表、司法部原副部长张苏军接受采访时，针对社会上认为只有高级别官员才有资格被关进秦城监狱的误解，他澄清道：高级别官员“不一定都关秦城。秦城的话，不完全是看级别。据我所知，当时留秦城（监狱）的主要目的是国家安全问题。1983年，体制改革的时候，把监狱从公安划到司法行政，就留了这一所监狱——秦城监狱。当时主要是涉及国家安全的一些罪犯。现在这些罪犯也是重大的国家安全犯罪。当然秦城后来几次扩建，也是增加了（关押的）贪官。贪官到一定级别之后涉及国家秘密，掌握国家的内部情况。……秦城里面不仅仅关有某个级别以上的，级别很低但是涉及国家安全的也关在里面。比如说有的研究所的科研人员，把国家的军工信息泄露了，也关在里面。有的是办公室主任，有的是核心的军工部门的，一些科级干部甚至是档案员都关在里面。当然大部分是一定级别以上的，但是我认为把他们关在里面，不跟其他犯人串在一起关押，不是因为他的级别需要给他享受什么待遇，而是因为他涉及到国家机密，不能跟其他人关在一起。”

## 反腐倡廉教育基地
一些中央部委机关和地方公检法机关的人员，常常到秦城监狱来参加反腐倡廉教育、培训学习。

## 轶事
秦城监狱当年曾经进行修建，由时任北京市公安局局长冯基平亲自指挥，但没有人想到，冯本人后来却进了秦城服刑，也可算是请君入瓮的现代版了。他后来曾经说：“我要是知道我建的这座监狱是关押我自己的话、我一定会把它建得更好一些。”

### 引用
1. ↑  孟亚旭. . 中国新闻网. 北京.   [2019-12-30]. （原始内容存档于2019-12-30） （中文（中国大陆））.
2. 1 2 3 4 5 6 7 8 9  黄卫，何殿奎：亲历“中国第一监狱”监管岁月，中国新闻周刊2010年第12期（总462期） 的存檔，存档日期2010-06-22.；该文全文转载于凤凰网，见 文革前秦城监狱：204监区伙食比照部长 可吃鱼翅，凤凰网，2010年6月17日 （页面存档备份，存于）
3. 1 2  . 凤凰网. 2018-03-10. （原始内容存档于2018-03-10）.
4. 1 2  . 人民网. 2009-12-30  [2012-04-11]. （原始内容存档于2012-02-25）.
5. ↑  李锐. . : 352. ……搞自己的人。我原来以为是公安系统自发搞的。后来凌云告诉我，是毛一九五五年下命令建的秦城监狱。 很奇怪， 毛的这种心理不知为什么……
6. ↑  邢克实. . 晚霞.  [2006].
7. 1 2 3  姚伦：秦城监狱的由来 的存檔，存档日期2010-09-12.，中华人民共和国公安部网站，2007年1月1日
8. ↑  中共中央文献研究室：周恩来年谱（1949-1976） （页面存档备份，存于），北京：中央文献出版社，1997年，第?页
9. ↑  中共中央文献研究室：《毛泽东传（1949－1976）》，北京：中央文献出版社，2003年，第1619页
10. 1 2  中共中央文献研究室：《周恩来年谱（1949-1976） （页面存档备份，存于）》，北京：中央文献出版社，1997年，第?页
11. 1 2  王芳：《王芳回忆录 （页面存档备份，存于）》，杭州：浙江人民出版社，2006年，第?页
12. ↑  周恩来：《废除法西斯式的审查方式》，载《周恩来选集·下卷》，北京：人民出版社，1984年，第456页
13. ↑  中共中央文献研究室：《周恩来年谱（1949-1976） （页面存档备份，存于）》，北京：中央文献出版社，1997年，第?页
14. 1 2  . 央视网 (新闻说明书199期).   [2020-07-16]. （原始内容存档于2020-07-16）.
15. 1 2  . 人民网. 2013-09-04  [2020-07-16]. （原始内容存档于2018-07-11）.
16. ↑  . 中国青年网. 2011-06-06  [2020-07-16]. （原始内容存档于2011-08-31）.
17. ↑  . 央视网. 2011-06-06  [2020-07-16]. （原始内容存档于2020-07-16）.
18. ↑  D07-文化·纪念-整肃变“红”之后 的存檔，存档日期2017-03-05.
19. ↑  . RFI - 法国国际广播电台. 2013-09-24  [2024-07-03]. （原始内容存档于2022-07-06） （中文（简体））.
20. ↑  . BBC News 中文. 2013-09-20  [2024-07-03]. （原始内容存档于2017-07-19） （中文（繁體））.